# Procampylaspis profunda
Procampylaspis profunda är en kräftdjursart som beskrevs av Jones 1984. Procampylaspis profunda ingår i släktet Procampylaspis och familjen Nannastacidae. Inga underarter finns listade i Catalogue of Life.